# 최보라
최보라(1991년 3월 6일 ~ )는 대한민국의 국악인이다.

## 방송
- 락쿵 (2022) - Top6

## 공연
- 최보라의 보성소리, 수궁가로 노닐다 (2018)
- 얼씨구 입동일세 (2018)
- 최보라의 사(四)색(色)소리판 (2019)
- 마당을 나온 암탉 (2021)

## 수상
- 제20회 전국판소리경연대회 일반부 문화체육관광부장관상 (2015)
- 제12회 익산전국판소리경연대회 일반부 최우수상 (2012)
- 제39회 춘향국악대전 판소리 일반부 최우수상 (2012)